# Zlopoljac
Zlopoljac je naseljeno mjesto u gradu Bihaću, Federacija Bosne i Hercegovine, BiH.
Nalazi se dva kilometara sjeverno od Bihaća.

## Stanovništvo

### 1991.
Nacionalni sastav stanovništva 1991. godine, bio je sljedeći:
ukupno: 205
- Srbi - 196
- Muslimani - 7
- ostali, neopredijeljeni i nepoznato - 2

### 2013.
Nacionalni sastav stanovništva 2013. godine, bio je sljedeći:
ukupno: 102
- Bošnjaci - 98
- Srbi - 1
- Hrvati - 1
- ostali, neopredijeljeni i nepoznato - 2

## Vanjske poveznice
- Satelitska snimka  Arhivirana inačica izvorne stranice od 12. ožujka 2021. (Wayback Machine)